# Davoud Khoei
Seyed Davoud Khoei (* 24. November 1988) ist ein iranischer E-Sportler aus Teheran. Khoei spielt unter dem Nicknamen ODIN für den Clan Power Beyond Imagination (PBI) die Fußballsimulation FIFA 09. Sein bislang (Stand: 7. November 2009) größter Erfolg im E-Sport ist der Gewinn der Goldmedaille bei den Hallenspielen der Asienspiele im vietnamesischen Hanoi 2009. Er folgte damit Yang Shuchao, der zwei Jahre zuvor die Hallenspiele in FIFA 2007 gewann. Bei dem 2013 erstmals ausgetragenen Nachfolgeturnier Asian Indoor and Martial Arts Games konnte er seinen Titel nach einer Halbfinalniederlage gegen Chen Wei nicht verteidigen. Er beendete das Turnier mit einer Niederlage gegen Chew Hoe Shen als vierter.